# Raposos
Raposos is een gemeente in de Braziliaanse deelstaat Minas Gerais. De gemeente telt 15.521 inwoners (schatting 2009).

## Aangrenzende gemeenten
De gemeente grenst aan Caeté, Nova Lima, Rio Acima en Sabará.